# Beatricesphaera ruthae
Beatricesphaera ruthae is een pissebed uit de familie Sphaeromatidae. De wetenschappelijke naam van de soort is voor het eerst geldig gepubliceerd in 1999 door Wetzer & Bruce.